# Hopea enicosanthoides
Hopea enicosanthoides är en tvåhjärtbladig växtart som beskrevs av Peter Shaw Ashton. Hopea enicosanthoides ingår i släktet Hopea och familjen Dipterocarpaceae. Inga underarter finns listade i Catalogue of Life.